# Nicholas Hytner
Sir Nicholas Hytner (Manchester, 7 maggio 1956) è un regista e direttore artistico britannico, attivo in campo cinematografico e, soprattutto, teatrale.

## Biografia
Primo di quattro figli, è figlio del giudice Benet Hytner e della produttrice Joyce Myers e ha studiato Inglese al Trinity Hall dell'Università di Cambridge. Ha debuttato a teatro come regista di opere liriche alla Kent Opera, al Wexford Festival Opera e allEnglish National Opera, prima di darsi al teatro di prosa alla Leeds Playhouse e diventare direttore artistico del Royal Exchange Theatre di Manchester dal 1985 al 1989. Il successo arrivo a 34 anni quando Cameron Mackintosh lo ingaggiò per dirigere il musical Miss Saigon, che si rivelò un grande successo internazionale: rimase in scena nel West End londinese per 4274 repliche e oltre dieci anni, mentre a Broadway rimase in cartellone per oltre nove anni e 4092 spettacoli. Nel 1990 venne nominato co-direttore artistico del Royal National Theatre da Richard Eyre e iniziò a collaborare con il drammaturgo Alan Bennett quando diresse la sua pièce The Madness of George III. Bennett volle che Hynter dirigesse anche l'adattamento cinematografico della commedia e nel 1994 Hynter debuttò nel mondo del cinema con La pazzia di Re Giorgio.
Nei sei anni successivi diresse atri tre film: La seduzione del male (1997), L'oggetto del mio desiderio (1998) e Il ritmo del successo (2000). Dopo lo scadere del contratto di Trevor Nunn, Hynter divenne direttore del National Theatre, una posizione che continuò a ricoprire fino al 2015: in questi anni ha diretto grandi successi, tra cui un acclamato revival di Carousel (in scena a Londra nel 1993 e a Broadway nel 1994, che gli valse il Tony Award alla miglior regia di un musical), The History Boys (in scena a Londra nel 2004 e a Broadway nel 2006) e Fedra con Helen Mirren e Dominic Cooper (2009). Come direttore artistico del National Theatre ha promosso una ricostruzione e valorizzazione del South Bank, ha reso il NT accessibile al grande pubblico riducendo il costo dei biglietti e facendo filmare alcune produzioni per essere trasmesse dal vivo nei cinema di tutto il mondo. Nel 2017 termina il suo progetto della costruzione del Bridge Theatre, di cui è regista e direttore artistico.
È dichiaratamente gay.

## Filmografia

### Regista
- La pazzia di Re Giorgio (1994)
- La seduzione del male (1996)
- L'oggetto del mio desiderio (1998)
- Il ritmo del successo (2000)
- The History Boys (2006)
- The Lady in the Van (2015)
- The Choral (2025)

## Teatro

### Prosa e musical
- Absurd Person Singular di Alan Ayckbourn (1982)
- Acrobati di Tom Stoppard (1984)
- La Primula Rossa di Emma Orczy (1985)
- Come vi piace di William Shakespeare (1986)
- Numbo Jumbo di Robin Glendinning (1986)
- Edoardo II di Christopher Marlowe (1986)
- La moglie di campagna di William Wycherley (1986)
- Don Carlos di Friedrich Schiller (1987)
- La tempesta di William Shakespeare (1988)
- Misura per misura di William Shakespeare (1988)
- Miss Saigon di Claude-Michel Schönberg e Alain Boublil (1989)
- Ghetto di Joshua Sobol (1989)
- Volpone di Ben Jonson (1990)
- Il vento tra i salici da Kenneth Grahame (1990)
- Re Lear di William Shakespeare (1991)
- La pazzia di Re Giorgio di Alan Bennett (1992)
- L'ufficiale reclutatore di George Farquhar (1992)
- Carousel, di Richard Rodgers ed Oscar Hammerstein II (1992)
- L'importanza di chiamarsi Ernesto di Oscar Wilde (1993)
- Lo storpio di Inishmaan di Martin McDonagh (1997)
- La dodicesima notte di William Shakespeare (1998)
- The Lady in the Van di Alan Bennett (1999)
- La discesa di Orfeo di Tennessee Williams (2000)
- Cressida di Nicholas Wright (2000)
- Il racconto d'inverno di William Shakespeare (2001)
- Mother Clap's Molly House di Mark Ravenhill (2001)
- Sweet Smell of Success, di Marvin Hamlisch, John Guare e Craig Carnelia (2002)
- Enrico V di William Shakespeare (2003)
- Queste oscure materie da Philip Pullman (2003)
- The History Boys di Alan Bennett (2004)
- Stuff Happens di David Hare (2004)
- Enrico IV, parte I di William Shakespeare (2005)
- Enrico IV, parte II di William Shakespeare (2005)
- Southwark Fair di Samuel Adamson (2005)
- L'alchimista di Ben Jonson (2006)
- L'uomo alla moda di George Etherege (2007)
- Rafta, Rafta... di Ayub Khan-Din (2007)
- Molto rumore per nulla di William Shakespeare (2007)
- Il maggiore Barbara di William Shakespeare (2008)
- England People Very Nice di Richard Bean (2009)
- Fedra di Jean Racine (2009)
- Il vizio dell'arte di Alan Bennett (2009)
- London Assurance di Dion Boucicault (2010)
- Amleto di William Shakespeare (2010)
- One Man, Two Guvnors di Richard Bean (2011)
- Collaborators di John Hodge (2011)
- Travelling Lights di Nicholas Wright (2012)
- Gente di Alan Bennett (2012)
- Timone d'Atene di William Shakespeare (2012)
- Otello di William Shakespeare (2013)
- Great Britain di Richard Bean (2014)
- The Hard Problem di Tom Stoppard (2015)
- Young Marx di Richard Bean e Clive Coleman (2017)
- Giulio Cesare di William Shakespeare (2018)
- Allelujha! di Alan Bennett (2018)
- Alys, Always di Lucinda Coxon (2019)
- Carmen Havana di Lucy Prebble (2019)
- Sogno di una notte di mezza estate di William Shakespeare (2019)
- Two Ladies di Nancy Harris (2019)
- Signore e signori di Alan Bennett (2020)
- Canto di Natale da Charles Dickens (2020)
- Beat the Devil di David Hare (2020)
- La belle sauvage da Philip Pullman (2021)
- Straight Line Crazy di David Hare (2022)
- The Southbury Child di Stephen Beresford (2022)
- John Gabriel Borkman di Henrik Ibsen (2022)
- Guys and Dolls di Frank Loesser, Jo Swerling & Abe Burrows (2023)
- Giant di Mark Rosenblatt. Royal Court Theatre di Londra (2024)

### Opera
- Il giro di vite (1979)
- Le nozze di Figaro (1981)
- Sakùntala (1982)
- King Priam (1983)
- Rienzi (1983)
- Serse (1985 e 2002)
- Giulio Cesare (1987)
- Kuningas lähtee Ranskaan (1987)
- The Knot Garden (1988)
- Il flauto magico (1989)
- La clemenza di Tito (1991)
- La forza del destino (1992)
- Don Giovanni (1994)
- The Cunning Little Vixen (1995)
- Così fan tutte (2006)
- Don Carlo (2008 e 2010)